# Céphas Bansah

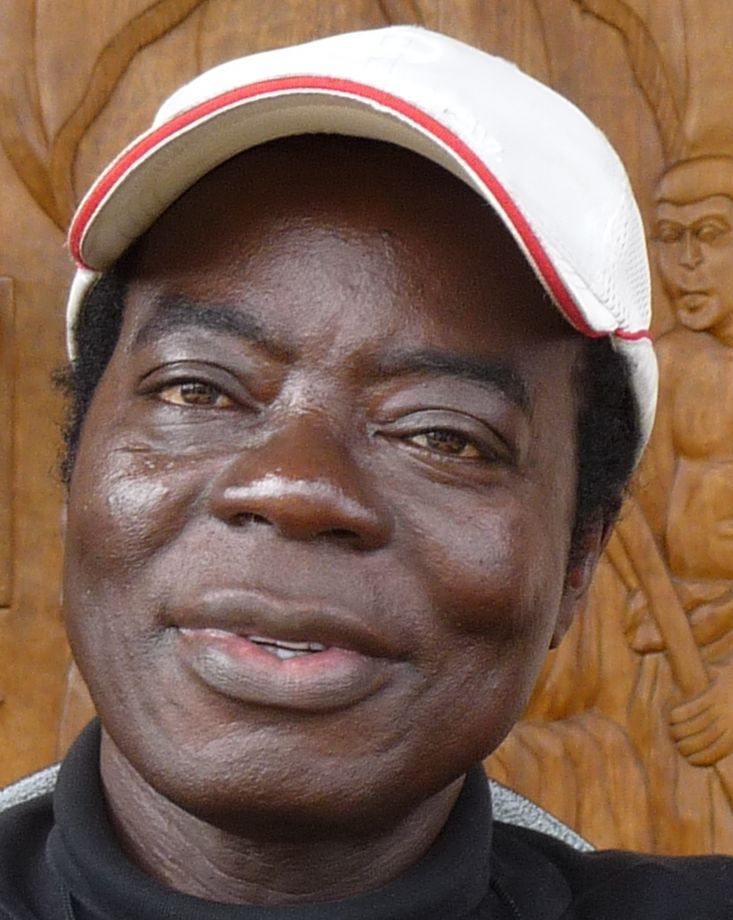
Céphas Bansah (2010)

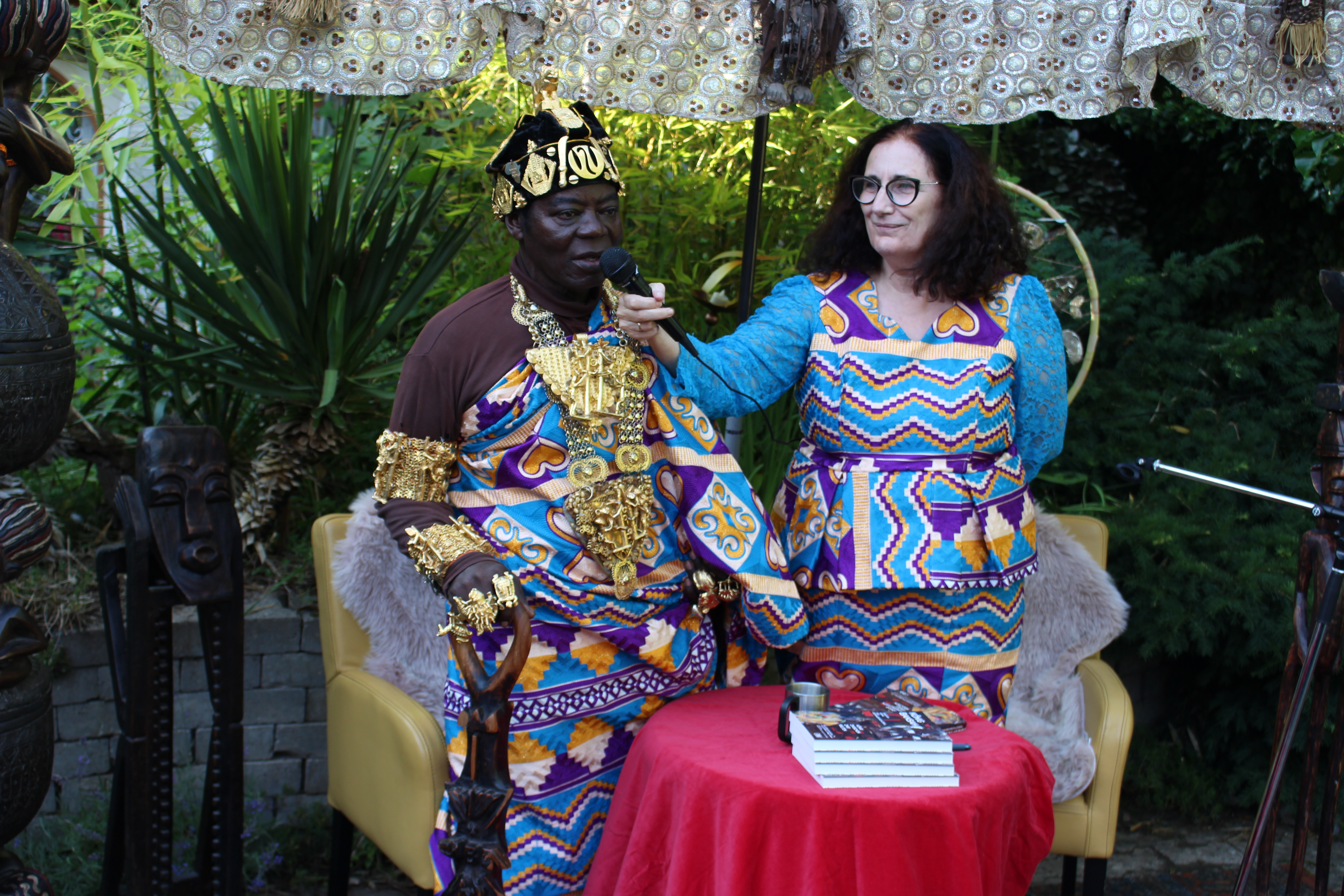
König Céphas Bansah (li.) und seine Ehefrau Gabriele Bansah während einer Lesung (Juni 2024)

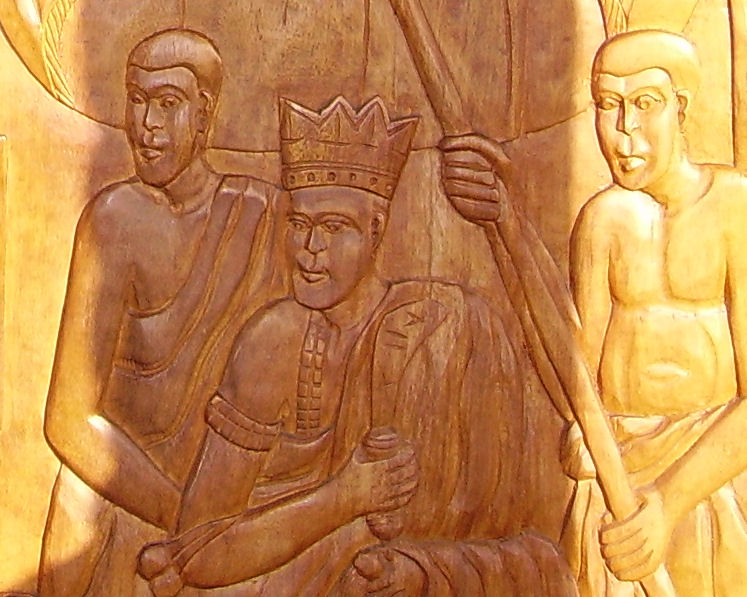
Schnitzerei an Bansahs Haustür in Ludwigshafen-Mundenheim

Céphas Bansah, vollständig Togbui Ngoryifia Céphas Kosi Bansah, (* 22. August 1948 in Hohoe) ist König der rund 206.000 Einwohner umfassenden Gruppe der Hohoe Gbi Traditional Ghana des Drei-Millionen-Volkes der Ewe im Osten Ghanas, der seinen festen Wohnsitz in Ludwigshafen-Mundenheim hat. 
Er steht somit an der Spitze von zwölf Häuptlingen der Volta Region in Ghana.

## Biografie
Nach seiner schulischen Ausbildung und erfolgreichem Besuch des Technikums in seinem Geburtsland kam Bansah 1970 im Rahmen eines internationalen Studentenaustauschs nach Limburgerhof, um dort bei der Fa. Paul Schweitzer die Ausbildung zum Landmaschinen-Mechaniker zu absolvieren. Zu dieser Zeit wohnte er im Christlichen Jugenddorf in Limburgerhof. Damals war er aktiver Amateurboxer und wurde 1975 in dieser Sportart Bezirksmeister im Fliegengewicht.
Nach dem Abschluss der Ausbildung zum Landmaschinen-Mechaniker-Meister und zum Kraftfahrzeug-Meister baute Bansah in Ludwigshafen-Mundenheim nach und nach seinen heutigen Betrieb, eine Autowerkstatt, auf. Nach dem Tod seines Großvaters im Jahr 1987 kamen sein von der Thronfolge her anstehender Vater und auch sein Bruder Fridolin nicht in Betracht, da beide Linkshänder sind und beim Volk der Ewe die linke Hand als unrein gilt. Die Stammesältesten bestimmten daher ihn als König. Nach seiner Krönung am 16. April 1992 blieb der Herrscher in Ludwigshafen. Er beschäftigt heute in seiner Werkstatt drei Arbeiter und bildet drei Lehrlinge aus.
In seiner Freizeit verwaltet Bansah sein Volk per Fax und E-Mail. Daneben fährt er regelmäßig zu seinem Volk nach Ghana, für das er über seinen gemeinnützigen Verein „König Bansah Ghana Förderverein e. V.“ Spenden für Hilfsprojekte sammelt. Zu seinen Projekten gehört auch die Brillenspendenaktion „Bring Deine Alte zurück!“, die seit 2007 gemeinsam mit der New Line Optik GmbH und zahlreichen Augenoptikern in Deutschland durchgeführt wird.
Bansah heiratete 2000 in Trittenheim die deutsche Diplom-Sozialpädagogin Gabriele (vollständiger Titel: Mama Ngoryisi Amewonor I, Gabriele Akosua Bansah), er hat zwei Kinder aus erster Ehe: Carlo (Prinz Carlo Koku Bansah) und Katharina (Prinzessin Katharina Akosua Bansah).

## Musikalisches Engagement

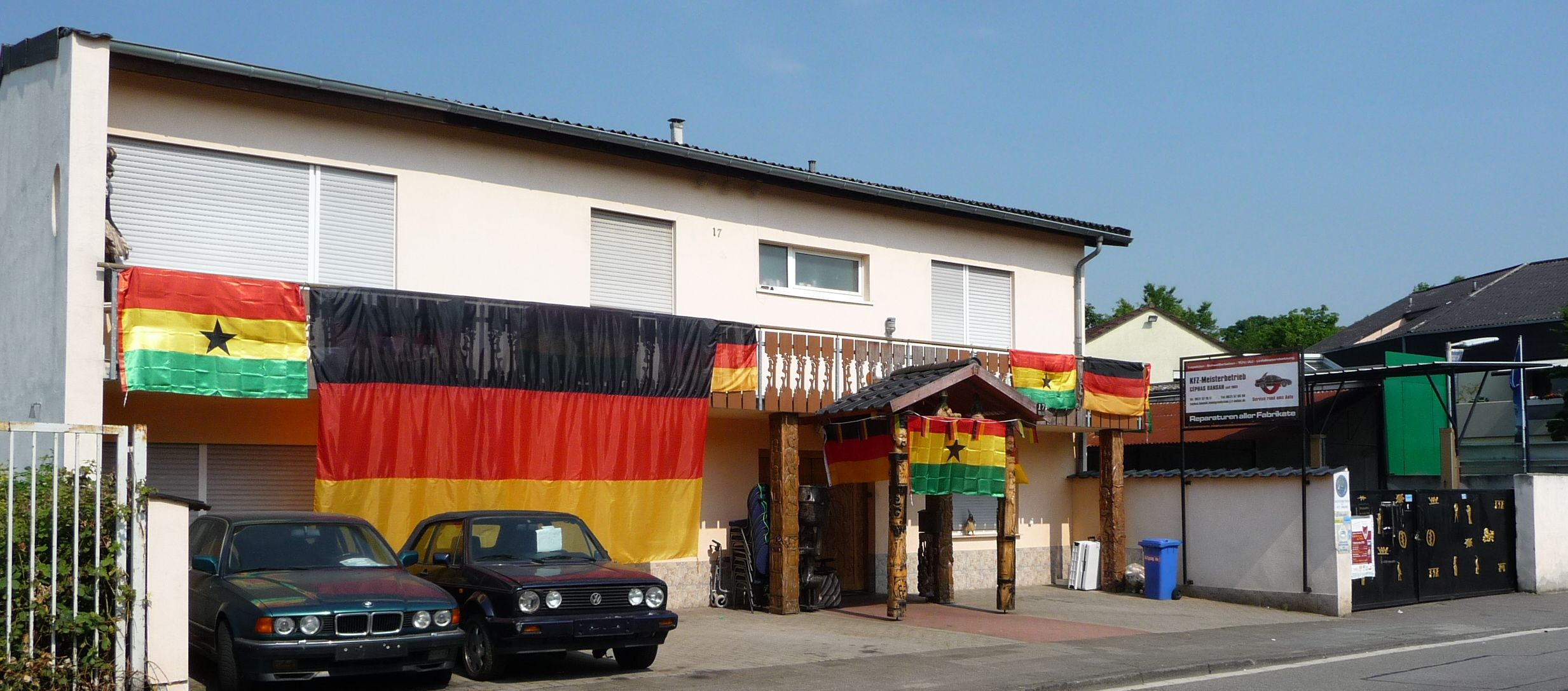
Bansahs Haus während der Fußball-Weltmeisterschaft 2006

Laut eigenen Angaben hat Bansah schon sechs CDs herausgebracht, so etwa zu Weihnachten 2005 eine CD mit O Tannenbaum in seiner Muttersprache sowie im April 2006 eine CD mit einem Fußballlied namens König Fußball zur Fußball-Weltmeisterschaft 2006 in Deutschland auf Deutsch. Dieses Lied ist auch die offizielle Fußballhymne seines Volkes.

## Sonstiges
- 1999 fanden die Bürger von Trittenheim keine Weinkönigin und kürten daher Bansah zu ihrem Weinkönig.
- 2014 nahm er an der vierten Weltmeisterschaft im Mensch ärgere Dich nicht in Wiesloch teil.[8]
- Am 18. September 2016 war er in der Fernsehsendung Kaum zu glauben! des NDR zu Gast.[9]
- 2018 schenkte er seiner Heimatstadt ein Frauengefängnis mit drei Zellen.[10]
- Er ist Fan des Fußballclubs Werder Bremen.[11]
- 2022 wurde er von der Stadt Bad Dürkheim und der dortigen Karnevalsgesellschaft „Derkemer Grawler“ als Goldener Winzer ausgezeichnet.[12]